# Dmitrij Kowalow (piłkarz ręczny)
Dmitrij Kowalow (ros. Дмитрий Сергеевич Ковалёв, ur. 15 maja 1982) – rosyjski piłkarz ręczny grający w reprezentacji Rosji oraz w Spartaku Moskwa.
W latach 2003 – 2017 grał w klubie Czechowskije Miedwiedi.